# Рубин, Мойше
Мо́йше Ру́бин (идиш משה רובין‎, исп. Moises Rubin; 1856, Измаил, Бессарабская область — 1940, Буэнос-Айрес, Аргентина) — еврейский прозаик, публицист и педагог, один из зачинателей еврейской журналистики и еврейского образования в Аргентине. Писал на идише.

## Биография
Мойше Рубин родился в южном бессарабском городе Измаиле в 1856 году, незадолго до того как он был вновь передан Молдавскому княжеству под турецким контролем. Получил традиционное еврейское религиозное образование, с 1866 года — в Аргентине. Был одним из первых педагогов в сфере еврейского образования в стране: после того как его обзор «Escuela Hebrea en constitución» с обоснованием организации еврейских школ в стране возымел действие в 1905 году и была организована первая такая школа. С 1906 года работал в еврейской школе имени Т. Герцля (Talmud Torah Horishono y Dr. Herzl), второй открывшейся в Аргентине еврейской школе.
С возникновением в Аргентине еврейское прессы на идише в начале XX столетия Мойше Рубин печатал в ней рассказы, статьи на педагогические темы, биографии, и исторические очерки. С 1924 года был штатным сотрудником юмористического журнала «Пэнэмэр Ун Пэнэмлэх» (Лица и личики), который годом ранее начал издавать журналист Мойше Шпринберг.
Мойше Рубин — автор ряда изданных в Буэнос-Айресе книг, учебников и методических пособий для учителей, в том числе: «hантбух фар идишер гешихтэ ун хронологие» (Пособие по еврейской истории и хронологии, в 3-х томах, 1933—1934), «Маймонидес: ребе Мойше бен Маймон, зайн лэбм ун шафн» (Маймонид: ребе Мойше бен Маймон, его жизнь и учение, 1935), «Дэр зэйдэ ун дос эйникл: цум hундэрт-йорикн юбилеум фунэм гройсн ворт-кинстлер Шолэм-Янкев Абрамович ун цум цвонцикстн йорцайт фун Шолэм Рабинович (Шолэм-Алэйхем)» (Дедушка и внук: к столетнему юбилею великого художника слова Шолем-Янкев Абрамовича и к двадцатилетней годовщине смерти Шолема Рабиновича (Шолом-Алейхема), 1936), «Ди идише гешихтэ фар шил-киндэр» (Еврейская история для школьников, 1935), «Фун алэ ойцрэс» (Из всех сокровищниц: книга для чтения в школе, 1937), «Идише миногим ун традициес: hантбух фар шил ун hэйм» (Еврейские обычаи и традиции: пособие для школы и дома, 1937, 2-е издание — 1948), «Типн ун гешталтн» (Типы и образы, 1939) и других.